# Quyền LGBT ở Sénégal
Quyền đồng tính nữ, đồng tính nam, song tính và chuyển giới ở Senegal phải đối mặt với những thách thức pháp lý mà những người không phải LGBT không gặp phải. Sénégal đặc biệt ngoài vòng pháp luật tình dục đồng giới và, trong quá khứ, đã truy tố những người đàn ông bị buộc tội đồng tính luyến ái. Người LGBT phải đối mặt với sự phân biệt đối xử thường xuyên trong xã hội.
Theo Dự án thái độ toàn cầu của Pew 2013, 97% cư dân Senegal tin rằng đồng tính luyến ái là một lối sống mà xã hội không nên chấp nhận, một con số không thay đổi so với năm 2007.

## Bảng tóm tắt
| Hoạt động tình dục đồng giới hợp pháp                                          | (Hình phạt: Lên đến 5 năm tù) |
| Độ tuổi đồng ý                                                                 | No                            |
| Luật chống phân biệt đối xử trong ngôn từ kích động thù địch và bạo lực        | No                            |
| Luật chống phân biệt đối xử trong việc làm                                     | No                            |
| Luật chống phân biệt đối xử trong việc cung cấp hàng hóa và dịch vụ            | No                            |
| Hôn nhân đồng giới                                                             | No                            |
| Công nhận các cặp đồng giới                                                    | No                            |
| Con nuôi của các cặp vợ chồng đồng giới                                        | No                            |
| Con nuôi chung của các cặp đồng giới                                           | No                            |
| Người đồng tính nam và đồng tính nữ được phép phục vụ công khai trong quân đội |                               |
| Quyền thay đổi giới tính hợp pháp                                              | No                            |
| Truy cập IVF cho đồng tính nữ                                                  | No                            |
| Mang thai hộ thương mại cho các cặp đồng tính nam                              | No                            |
| NQHN được phép hiến máu                                                        | No                            |